# Delosperma
Delosperma (lat. Delosperma),  biljni rod iz porodice čupavica. Raširen je po južnoj i istočnoj Africi, te na Arapskom poluotoku. 
Sveukupno je na popisu 158 vrsta, a jedna je uz Njemačku i San Marino uvezena i u Hrvatsku, to je D. cooperi

## Vrste
1. Delosperma abbottii van Jaarsv.
2. Delosperma aberdeenense (L.Bolus) L.Bolus
3. Delosperma abyssinicum (Regel) Schwantes
4. Delosperma acocksii L.Bolus
5. Delosperma acuminatum L.Bolus
6. Delosperma adamantinum Niederle
7. Delosperma adelaidense Lavis
8. Delosperma aereum (L.Bolus) L.Bolus
9. Delosperma affine Lavis
10. Delosperma aliwalense L.Bolus
11. Delosperma alticola L.Bolus
12. Delosperma annulare L.Bolus
13. Delosperma ashtonii L.Bolus
14. Delosperma asperulum (Salm-Dyck) L.Bolus
15. Delosperma badspoortense (van Jaarsv.) Klak
16. Delosperma basuticum L.Bolus
17. Delosperma bosseranum Marais
18. Delosperma brevipetalum L.Bolus
19. Delosperma brevisepalum L.Bolus
20. Delosperma brunnthaleri (A.Berger) Schwantes ex H.Jacobsen
21. Delosperma burtoniae L.Bolus
22. Delosperma caespitosum L.Bolus
23. Delosperma calitzdorpense L.Bolus
24. Delosperma calycinum L.Bolus
25. Delosperma carolinense N.E.Br.
26. Delosperma carterae L.Bolus
27. Delosperma clavipes Lavis
28. Delosperma cloeteae Lavis
29. Delosperma concavum L.Bolus
30. Delosperma congestum L.Bolus
31. Delosperma cooperi (Hook.f.) L.Bolus
32. Delosperma crassuloides (Haw.) L.Bolus
33. Delosperma crassum L.Bolus
34. Delosperma cronemeyerianum (A.Berger) H.Jacobsen
35. Delosperma davyi N.E.Br.
36. Delosperma deilanthoides S.A.Hammer
37. Delosperma deleeuwiae Lavis
38. Delosperma dolomitica van Jaarsv. & A.E.van Wyk
39. Delosperma dunense L.Bolus
40. Delosperma dyeri L.Bolus
41. Delosperma echinatum (Lam.) Schwantes
42. Delosperma erectum L.Bolus
43. Delosperma esterhuyseniae L.Bolus
44. Delosperma ficksbergense Lavis
45. Delosperma floribundum L.Bolus
46. Delosperma fredericii Lavis
47. Delosperma frutescens L.Bolus
48. Delosperma galpinii L.Bolus
49. Delosperma gautengense H.E.K.Hartmann
50. Delosperma gerstneri L.Bolus
51. Delosperma giffenii Lavis
52. Delosperma gracile L.Bolus
53. Delosperma gramineum L.Bolus
54. Delosperma grantiae L.Bolus
55. Delosperma gratiae L.Bolus
56. Delosperma guthriei Lavis
57. Delosperma harazianum (Deflers) Poppend. & Ihlenf.
58. Delosperma heidihartmanniae L.E.Newton & Liede
59. Delosperma herbeum (N.E.Br.) N.E.Br.
60. Delosperma hirtum (N.E.Br.) Schwantes
61. Delosperma hollandii L.Bolus
62. Delosperma holzbecherorum Niederle
63. Delosperma imbricatum L.Bolus
64. Delosperma inaequale L.Bolus
65. Delosperma incomptum (Haw.) L.Bolus
66. Delosperma inconspicuum L.Bolus
67. Delosperma intonsum L.Bolus
68. Delosperma invalidum (N.E.Br.) H.E.K.Hartmann
69. Delosperma jansei N.E.Br.
70. Delosperma karroicum L.Bolus
71. Delosperma katbergense L.Bolus
72. Delosperma klinghardtianum (Dinter) Schwantes
73. Delosperma knox-daviesii Lavis
74. Delosperma kofleri Lavis
75. Delosperma lavisiae L.Bolus
76. Delosperma laxipetalum L.Bolus
77. Delosperma lebomboense (L.Bolus) Lavis
78. Delosperma leendertziae N.E.Br.
79. Delosperma leightoniae Lavis
80. Delosperma liebenbergii L.Bolus
81. Delosperma lineare L.Bolus
82. Delosperma litorale (Kensit) L.Bolus
83. Delosperma lootsbergense Lavis
84. Delosperma luckhoffii L.Bolus
85. Delosperma luteum L.Bolus
86. Delosperma lydenburgense L.Bolus
87. Delosperma macellum (N.E.Br.) N.E.Br.
88. Delosperma macrostigma L.Bolus
89. Delosperma mahonii (N.E.Br.) N.E.Br.
90. Delosperma mariae L.Bolus
91. Delosperma maxwellii L.Bolus
92. Delosperma melepoense L.E.Newton & Liede
93. Delosperma monanthemum Lavis
94. Delosperma muirii L.Bolus
95. Delosperma multiflorum L.Bolus
96. Delosperma nakurense (Engl.) Herre
97. Delosperma napiforme (N.E.Br.) Schwantes
98. Delosperma neethlingiae (L.Bolus) Schwantes
99. Delosperma nelii L.Bolus
100. Delosperma nubigenum (Schltr.) L.Bolus
101. Delosperma obtusum L.Bolus
102. Delosperma oehleri (Engl.) Herre
103. Delosperma ornatulum N.E.Br. ex Stapf
104. Delosperma pachyrhizum L.Bolus
105. Delosperma pageanum (L.Bolus) Schwantes
106. Delosperma pallidum L.Bolus
107. Delosperma parentum Niederle
108. Delosperma parviflorum L.Bolus
109. Delosperma patersoniae (L.Bolus) L.Bolus
110. Delosperma peersii Lavis
111. Delosperma peglerae L.Bolus
112. Delosperma pilosulum L.Bolus
113. Delosperma platysepalum L.Bolus
114. Delosperma pondoense L.Bolus
115. Delosperma pontii L.Bolus
116. Delosperma pottsii (L.Bolus) L.Bolus
117. Delosperma prasinum L.Bolus
118. Delosperma purpureum H.E.K.Hartmann
119. Delosperma repens L.Bolus
120. Delosperma reynoldsii Lavis
121. Delosperma rileyi L.Bolus
122. Delosperma robustum L.Bolus
123. Delosperma rogersii (Schönland & A.Berger) L.Bolus
124. Delosperma roseopurpureum Lavis
125. Delosperma saturatum L.Bolus
126. Delosperma sawdahense H.E.K.Hartmann
127. Delosperma saxicola Lavis
128. Delosperma scabripes L.Bolus
129. Delosperma schimperi (Engl.) H.E.K.Hartmann & Niesler
130. Delosperma smytheae L.Bolus
131. Delosperma stenandrum L.Bolus
132. Delosperma steytlerae L.Bolus
133. Delosperma subclavatum L.Bolus
134. Delosperma subincanum (Haw.) Schwantes
135. Delosperma subpetiolatum L.Bolus
136. Delosperma sulcatum L.Bolus
137. Delosperma sutherlandii (Hook.f.) N.E.Br.
138. Delosperma suttoniae Lavis
139. Delosperma testaceum (Haw.) Schwantes
140. Delosperma tradescantioides (P.J.Bergius) L.Bolus
141. Delosperma truteri Lavis
142. Delosperma uitenhagense L.Bolus
143. Delosperma uncinatum L.Bolus
144. Delosperma uniflorum L.Bolus
145. Delosperma vandermerwei L.Bolus
146. Delosperma velutinum L.Bolus
147. Delosperma verecundum L.Bolus
148. Delosperma vernicolor L.Bolus
149. Delosperma versicolor L.Bolus
150. Delosperma vinaceum (L.Bolus) L.Bolus
151. Delosperma virens L.Bolus
152. Delosperma waterbergense L.Bolus
153. Delosperma wethamae L.Bolus
154. Delosperma wilmaniae Lavis
155. Delosperma wiumii Lavis
156. Delosperma zeederbergii L.Bolus
157. Delosperma zoeae L.Bolus
158. Delosperma zoutpansbergense L.Bolus